# Ladybeard
Richard Magarey (Adelaide, 3 de agosto de 1983), mais conhecido como  Ladybeard, é um músico e lutador profissional, australiano, ex-vocalista da banda Ladybaby e vocalista da banda Deadlift Lolita.

## Início de carreira
De acordo com GirlsWalker, Magarey começou a utilizar cross-dressing quando tinha 14 anos ao usar o uniforme escolar de sua irmã. Desde então, trajes fofos têm sido parte de seu eventual gimmick na luta profissional.